# 1662 en musique classique
| \| • Retour à la chronologie générale de la musique classique • \| |
| Grèce • Rome • Haut Moyen Âge • VIIIe siècle • IXe siècle • Xe siècle • XIe siècle XIIe siècle • XIIIe siècle • XIVe siècle • XVe siècle • XVIe siècle • XVIIe siècle XVIIIe siècle • XIXe siècle • XXe siècle • XXIe siècle |
| • Retour à la chronologie générale de la musique classique • |

| Années en musique classique : 1659 - 1660 - 1661 - 1662 - 1663 - 1664 - 1665    |
| Décennies en musique classique : 1630 - 1640 - 1650 - 1660 - 1670 - 1680 - 1690 |

## Événements
- 7 février : Cavalli produit à Paris l’opéra Ercole amante.

## Naissances
- 25 décembre : François-Antoine Jolly, dramaturge et librettiste français († 30 juillet 1753).

Date indéterminée :
- François Duval, violoniste et compositeur français († 27 janvier 1728).
- Jean-Nicolas de Francine, directeur de l'Académie royale de Musique († 1735).
- Angiola Teresa Moratori Scanabecchi, compositrice et peintre italienne (†19 avril 1708)

Vers 1662 :
- Giovanni Lorenzo Lulier, compositeur, violoncelliste et tromboniste italien († 29 mars 1700).

## Décès
- 26 janvier : Marco Marazzoli, compositeur, chanteur et musicien italien (° 1619).
- 23 février : Johann Crüger, compositeur, organiste, et théoricien de la musique allemand (° 9 avril 1598).
- 7 mai : Lucrezia Orsina Vizzana, chanteuse, organiste et compositrice italienne (° 3 juillet 1590)
- 7 juillet : Andreas Düben, compositeur, musicien, organiste et maître de chapelle allemand (° 1597).
- 2 octobre : Henry Lawes, musicien et compositeur anglais (° 5 décembre 1595).

Date indéterminée :
- Giuseppe Zamponi, compositeur italien (° vers 1615).

Avant 1662 :
- Jean Veillot, prêtre et compositeur français (° inconnue).

Après 1662 :
- Giuseppe Giamberti, maître de chapelle et compositeur italien (° vers 1600).